# Gewehr 88
Gewehr 88 (tudi komisijska puška ali Mauser-Mannlicher) je nemška repetirka, ki je v Nemškem cesarstvu nasledila repetirko Mauser M71/84. Leta 1898 jo je nasledila mavzerica Gewehr 98, ki je v skrajšani obliki ostala glavno orožje nemške vojske do leta 1945.

## Razvoj
Puško Gewehr 88 je razvila Nemška puškarska komisija (od tu ime komisijska puška), kot odziv na francosko repetirko Lebel M1886, ki je uporabljala novo brezdimno strelivo. Komisija jo je razvila tako, da je v en dizajn zbrala več naprednih lastnosti z raznih pušk tistega časa. Posledično ima puška zaklep, ki ga je razvil Paul Mauser in nadgradil Louis Schlegelmilch, sistem za polnjenje streliva, ki ga je razvil Ferdinand Mannlicher in plašč za cev, ki ga je razvil Armand Mieg.
Na osnovi zaklepa te puške so bile kasneje razvite: romunska manliherica, nizozemska manliherica, Mannlicher-Schönauer, portugalski Mauser-Vergueiro in madžarska puška 35M.

## Različice
- Gewehr 88: Standardna pehotna puška. Uporabljala je naboj 8x57 I (M.88) z zaobljeno kroglo in paketno polnjenje s 5-strelnim okvirčkom manliherjevega tipa.
- Karabiner 88: Skrajšana različica za konjenico. Nima nastavka za bajonet.[5]
- Gewehr 91: Skrajšana različica pehotne puške, podobna Karabiner 88 od katere se razlikuje po dodani kljukici za zlaganje v piramido. Namenjena je bila artilerijskim enotam.[5]
- Tip 88: Kitajska kopija nemške pehotne puške, ki so jo v glavnem proizvajali v tovarni Hanyang (od tu tudi njeno drugo ime, Hanyang 88). V proizvodnji je bila med letoma 1895 in 1944. Najprej je uporabljala naboje z zaobljeno kroglo, kasneje pa tiste z zašiljeno.

### Predelave
- Gewehr 88/S: Nadgradnja s starega naboja 8x57 I (M.88), ki je omogočala tudi uporabo novejšega naboja S-Patrone s špičasto kroglo. Merki in način polnjenja so ostali nespremenjeni.
- Gewehr 88/05: Posodobljena različica pehotne puške, ki je namesto paketnega (manliherjevega) sistema polnjenja uporabljala Mauserjevega. Stari naboj z zaobljeno kroglo (8x57 I (M.88)) je zamenjal novejši 8x57 IS (S-Patrone) z zašiljeno kroglo.
- Gewehr 88/14: Predelava s starega naboja 8x57 I (M.88) na novejši naboj s špičasto kroglo in na polnjenje z uporabo Mauserjevih okvirjev.
- Model 88/05/35: Turška predelava pušk Gewehr 88/05; vsem so zamenjali kopita z novejšimi, nekaterim pa tudi cevi.

## Uporabnice
- Avstro-Ogrska: V letih 1915-1916 je bilo v Avstro-Ogrski 72.600 pušk Gew. 88 na stari naboj 8x57 I (M.88). Njihov uradni naziv je bil »8mm (7.92 mm) M.13 (deutsches M.88)«.[3]
- Kraljevina Bolgarija: Od Nemškega cesarstva je prejela 230.000 pušk.[3]
- Nemško cesarstvo[3]
- Osmansko cesarstvo: Od Nemškega cesarstva je prejelo 142.000 kosov Gew. 88/05 in Gew. 88/14.[3]
- Rusko cesarstvo: Puške in karabinke so bile zajete od Nemčije na vzhodni fronti.[6]
- Kraljevina SHS[2][7]